# Mars 3
Mars 3 (ros. Марс 3) – radziecka sonda kosmiczna wysłana na Marsa w ramach programu Mars, 9 dni po bliźniaczej misji Mars 2. Lądownik tej sondy został pierwszym pojazdem w historii, który bezpiecznie osiadł na marsjańskim gruncie, jednak po 14,5 sekundy transmisji utracono z nim łączność.

## Konstrukcja i przebieg misji

### Orbiter
Orbiter Mars 3 miał za zadanie fotografować Marsa z orbity, prowadzić badania atmosfery Marsa oraz temperatury gruntu, a także obserwacje topograficzne, monitorowanie wiatru słonecznego, badanie międzyplanetarnego i marsjańskiego pola magnetycznego, a także służył jako satelita komunikacyjny pomiędzy lądownikiem a kontrolą na Ziemi. Podczas manewru wejścia sondy na orbitę wokół Marsa orbiter stracił część paliwa, wskutek czego nie wszedł na orbitę o okresie 20 godzin, lecz na dużo dalszą, o okresie równym 12 dni i 19 godzin. Podczas trwania misji (tj. od grudnia 1971 do maja 1972, choć transmisje trwały aż do sierpnia) orbitery Mars 2 i Mars 3 przesłały łącznie 60 zdjęć i inne dane pomiarowe.

### Lądownik
Lądownik Mars 3 był zamknięty w specjalnym module opadania, wyposażonym w spadochron oraz rakiety hamujące. Sam lądownik miał kształt podobny do lądownika sondy Łuna 9, jednak różnił się od niego znacząco. Był wyposażony w dwie kamery telewizyjne i spektrometr, oraz urządzenia do badania mechanicznych i chemicznych właściwości gruntu.
Lądownik wylądował na Marsie 2 grudnia 1971 o 13:49 czasu GMT (pięć dni po rozbiciu się identycznego lądownika sondy Mars 2), w kraterze Ptolemaeus, w miejscu o przybliżonych współrzędnych ♂ 45°S 158°W/-45,000000 -158,000000. Urządzenie rozpoczęło pracę, jednak po 14,5 s pracy łączność między lądownikiem a Ziemią zanikła. Jedyne dane przesłane przez lądownik to nieczytelny fragment obrazu; można jedynie stwierdzić, że natężenie oświetlenia terenu było małe (około 70 luksów).
Wewnątrz lądownika znajdował się łazik o nazwie PrOP-M (ros. Прибор оценки проходимости – Марс, „instrument oceny drożności – Mars”), który miał być wypuszczony za pomocą manipulatora i przejść na płozach w pole widzenia kamer, zatrzymując się co 1,5 m na badania. Z powodu awarii lądownika łazik nie został wypuszczony.
Miejsce lądowania zostało sfotografowane przez sztucznego satelitę Marsa, amerykańską sondę Mars Reconnaissance Orbiter w 2007 r. W 2013 roku ogłoszono, że na zdjęciach prawdopodobnie widać lądownik Mars 3, jego spadochron, rakietowy silnik hamujący i osłonę termiczną.

## Zdjęcia

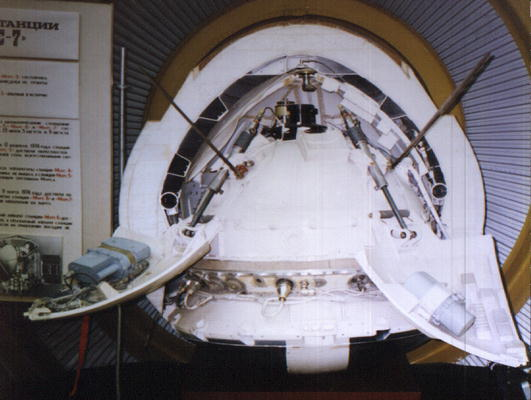
Model lądownika Mars 3 w muzeum NPO Ławoczkin